# Daz Sampson
Daz Sampson, född 1974, är en brittisk diskjockey och låtskrivare. Han vann den brittiska uttagningen till Eurovision Song Contest 2006 med låten Teenage Life och kom på 19:e plats i finalen i Aten, Grekland.